# Marcelle Corday

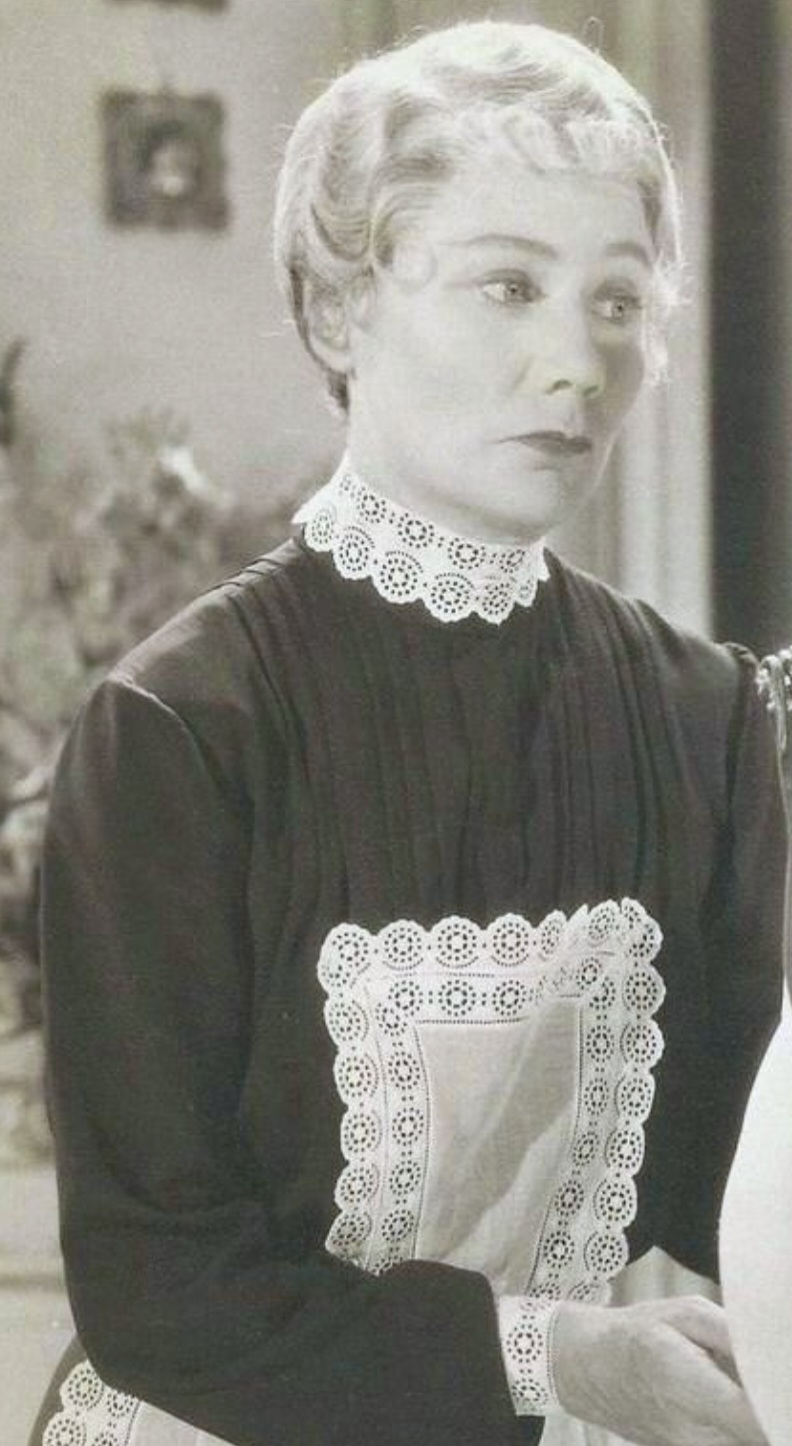
Marcelle Corday

Marcelle Corday (* 8. Januar 1890 in Brüssel, Belgien; † 25. Juni 1971 in Newport Beach, Kalifornien) war eine US-amerikanische Schauspielerin.

## Leben
Corday wurde 1890 in Brüssel als Nichte des Violinisten Eugène Ysaÿe geboren. Sie erlernte das Violin- und Klavierspiel am Conservatoire de Paris und war Konzertpianistin, bis sie stürzte und sich den Arm brach. Nach dieser Verletzung widmete sie sich der Schauspielerei. Sie spielte in Paris mit der Kompanie Vieux Colombier unter der Leitung von Jacques Copeau. Mit dieser Truppe kam sie 1917 nach New York und blieb in den Vereinigten Staaten, als deren Engagements endeten. Corday beschränkte sich nicht auf englischsprachige Rollen, sondern spielte auch auf Niederländisch, Französisch, Deutsch und Italienisch. In der Saison 1920–1921 spielte sie mit Ethel Barrymore in Declassee.
Corday zog 1923 nach Kalifornien und begann dort, in Filmen mitzuspielen. Offiziell begann ihre amerikanische Filmkarriere 1925, es wird jedoch behauptet, sie habe eine kleine, nicht im Abspann erwähnte Rolle in Fred Niblos Film „Die rote Lilie“ von 1924 gespielt, in dem sie in einer Bar von Dick Sutherland bedroht wurde. Ihr Schaffen für den Film umfasst mehr als 70 Produktionen.
Im Dezember 1948 zog sich Corday aus dem Filmgeschäft zurück und zog mit ihrem Mann nach Hawaii. Dort arbeitete sie mit dem Honolulu Community Theater. Sie starb im Alter von 81 Jahren am 25. Juni 1971 in Newport Beach, Kalifornien.

## Filmografie
- 1925: Lost: A Wife
- 1925: Wir Modernen (We Moderns)
- 1926: The Splendid Crime
- 1926: Wien bleibt Wien (The Greater Glory)
- 1926: Into Her Kingdom
- 1926: Der scharlachrote Buchstabe (The Scarlet Letter)
- 1926: Es war (Flesh and the Devil)
- 1926: Jim, the Conqueror
- 1927: When a Man Loves
- 1927: Im stillen Gässchen (Quality Street)
- 1928: Dry Martini
- 1928: Lingerie
- 1929: The Trespasser
- 1929: They Had to See Paris
- 1930: Midnight Mystery
- 1932: Blonde Venus
- 1933: Liebeslied der Wüste (The Barbarian)
- 1934: Das Leben geht weiter (The World Moves On)
- 1936: Der große Ziegfeld (The Great Ziegfeld)
- 1937: Dead End
- 1942: A Yank on the Burma Road
- 1946: Swamp Fire
- 1950: Liebeslied auf Tahiti (Pagan Love Song)